# Affaire de pédocriminalité en Galles du nord
Le texte peut changer fréquemment, n’est peut-être pas à jour et peut manquer de recul. 
Le titre et la description de l'acte concerné reposent sur la qualification juridique retenue lors de la rédaction de l'article et peuvent évoluer en même temps que celle-ci.
L’affaire de pédocriminalité en Galles du Nord, aussi connu sous le nom Lost In Care - The Waterhouse Report, du nom d'un rapport d'enquête sur l'affaire, a éclaté durant les années 1990 et a connu un nouveau rebondissement en novembre 2012, après les révélations sur Jimmy Savile.

## Historique
L'affaire donna lieu à une enquête de 3 ans dans différents orphelinats des comtés de Clwyd et Gwynedd, dont au Bryn Estyn children's home à Wrexham, couvrant la période entre 1974 et 1990 et ayant coûté 13 millions de livres sterling.

## Lieux des abus
- Lieux sous le contrôle du Clwyd Council : Bryn Estyn ; Cartrefle ; Little Acton Assessment Centre ; Bersham Hall ; Chevet Hey ; Park House ; Upper Downing ; South Meadow ; Ysgol Talfryn
  - Lieux privés à Clwyd : Bryn Alyn ; Ystrad Hall School ; Clwyd Hall School ; Gatewen Hall ; Tanllwyfan
- Lieux sous le contrôle du Gwynedd Council : Queens Park ; Ty'r Felin ; Ty Newydd ; Cartref Bontnewydd
  - Lieux privés à Gwynedd : Do'l Rhyd School and Ysgol Hengwrt
- Établissements du NHS (service national de santé) : Gwynfa Residential Unit (hôpital psychiatrique pour enfants)

## Le rapport Waterhouse:Lost In Care
Les résultats de l'enquête de Ronald Waterhouse furent publiés en février 2000 sous le titre Lost In Care - The Waterhouse Report,.

## Développements ultérieurs en2012
Le 2 novembre 2012, après les révélations concernant le scandale Jimmy Savile, la BBC, dans son émission Newsnight, diffusa un témoignage d'une victime des années 1980, Steve Messham, déclarant que le cercle des agresseurs était bien plus étendu, incluant des personnalités de l'économie, des membres de la police et des politiciens d'un certain âge, le réseau s'étendant jusqu'à Londres et au-delà. Il appela à la mise en place d'une nouvelle enquête. Le délégué à l'enfance (children's commissionner) pour le Pays de Galles, Keith Towler, soutint le principe d'une nouvelle enquête, affirmant que l'enquête Waterhouse avait été trop étroite.